# Iglesia Parroquial de Santa Fe
La Iglesia Parroquial de Santa Fe (Església parroquial de Santa Fe en valenciano) está ubicada en la Plaza Poeta Miguel Hernández, dentro del Barrio Orba, perteneciente al municipio valenciano de Alfafar, ubicado dentro de la comarca de la Horta Sud.
Esta iglesia fue fundada el 12 de julio de 1968 (segunda mitad del siglo XX) durante los años en los que España vivía su segundo franquismo.

## Historia
La parroquia fue fundada a finales de los años 60 en unos terrenos sin urbanizar de la barriada, los cuales eran propiedad del primer sacerdote, Don Eduardo, quien estuvo al cargo de la parroquia del barrio hasta su fallecimiento, treinta años después de su creación.

## Estructura

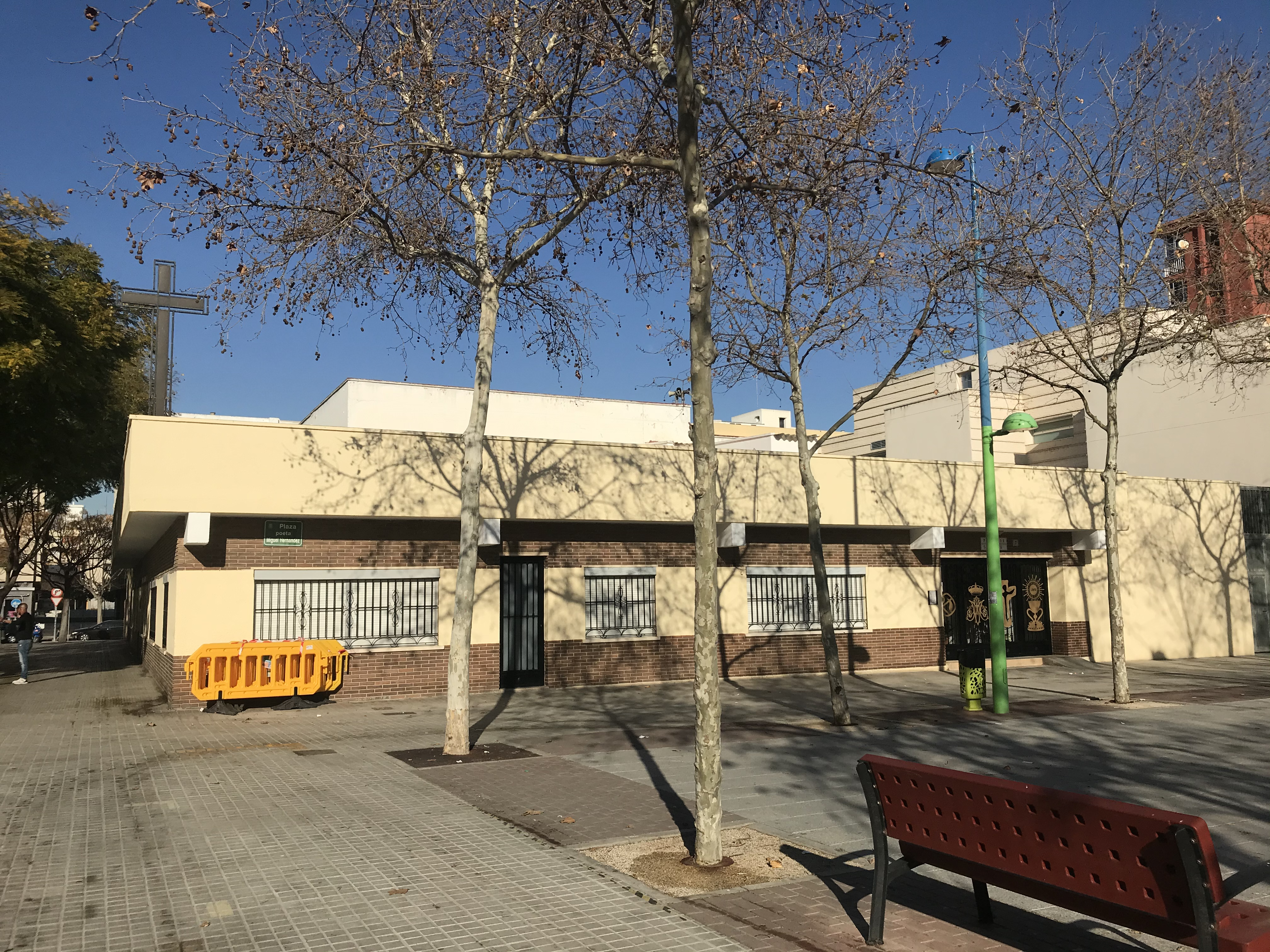
Vista externa de la parroquia por fuera desde uno de los puntos de la Plaza Poeta Miguel Hernández

La iglesia es una parroquia de una estructura bastante moderna, ya que es bastante reciente respecto a otras ubicadas dentro de la misma comarca, como por ejemplo, en comparación a la Iglesia de Nuestra Señora del Don, fundada en 1736, iglesia situada en la plaza mayor de la población de Alfafar, dentro de donde se ubica el Barrio Orba, la cual le precede en años. 
En la planta inferior de la parroquia, al final de la puerta principal, podemos encontrar la zona de culto, formada por una amplia cantidad de bancos para los asistentes y, en el centro de la sala, un altar con una representación del cuadro Cristo de San Juan de la Cruz, del pintor catalán Salvador Dalí. 
La parroquia se ubica en uno de los lados de la Plaza principal del barrio, junto al ambulatorio de reciente construcción.  